# Kurultai (Kirgisistan)
Der Kurultai ist ein Organ im politischen System Kirgisistans, das eine Beratungs- und Kontrollfunktion gegenüber dem Präsidenten der Kirgisischen Republik und dem Dschogorku Kengesch, dem kirgisischen Parlament, ausüben soll. Der Kurultai als politische Institution knüpft an den traditionellen Kurultai der Turkvölker an, der als Versammlung lokaler Würdenträger eine jahrhundertelange Historie aufweist. In Kirgisistan waren Kurultais vornehmlich auf regionaler und lokaler Ebene verbreitet, ehe der Kurultai im Zuge der Verabschiedung einer neuen Verfassung Kirgisistans im Mai 2021 als landesweite politische Institution begründet wurde.

## Entwicklung
Der Kurultai in Kirgisistan hat insbesondere eine Tradition als Versammlung der einzelnen kirgisischen Stämme, die unter anderem der Wahl von Anführern und der Abstimmung von Entscheidungen diente. Diese Form des traditionellen Kurultais ist auch in der unabhängigen Republik Kirgisistan in Form jährlicher Versammlungen kirgisischer Stämme sowie als inoffizielles Entscheidungsorgan auf lokaler Ebene erhalten geblieben. Einzelne Kurultais stellen dabei immer wieder Großveranstaltungen mit überregionaler Anziehungskraft dar, beispielsweise reisten zu einem Kurultai eines bedeutenden kirgisischen Stammes im Jahr 2014 im Rajon Leilek neben den zahlreichen kirgisischen Delegierten mehr als 600 Teilnehmer aus der Volksrepublik China, der Türkei, Tadschikistan und Usbekistan an. Diese Form des Kurultai spielt seit der Unabhängigkeit Kirgisistans auch eine politische Rolle, die sich beispielsweise in der Entscheidung über die Unterstützung einzelner Kandidaten bei Präsidentschafts- oder Lokalwahlen auf Kurultais zeigt.
Zudem gab es seit langer Zeit Bestrebungen, einen landesweiten Kurultai als Organ in die Verfassung aufzunehmen. Ein dementsprechendes Gesetz wurde am 12. Dezember 2012 im kirgisischen Parlament in erster Lesung mehrheitlich unterstützt, jedoch im Folgenden nicht ratifiziert. Erst mit der politischen Krise nach der Parlamentswahl 2020 und dem Aufstieg Sadyr Dschaparows zum Präsidenten Kirgisistans wurde das Vorhaben wiederbelebt und fand sich bereits in einem ersten Entwurf für eine neue Verfassung Kirgisistans, den Dschaparow im Dezember 2020 vorstellte. Mit der Annahme des leicht veränderten Entwurfs im Verfassungsreferendum 2021 und der Unterzeichnung der neuen Verfassung durch Präsident Dschaparow am 5. Mai 2021 wurde der landesweite Kurultai schließlich eingeführt.

## Funktionen im politischen System
In Artikel 7 der kirgisischen Verfassung wird der nationale Kurultai als „öffentlich-repräsentative Versammlung“ definiert, die im politischen System als „beratende und überwachende Institution“ fungiert und „Empfehlungen zur Richtung der gesellschaftlichen Entwicklung“ ausspricht. Zu den konkreten Kompetenzen des Kurultai gehören ein Initiativrecht für Gesetzesvorlagen im Dschogorku Kengesch, die Benennung von einem Drittel der Mitglieder des Richterrats, einer zentralen Institution der Judikative im politischen System Kirgisistans, sowie die Möglichkeit, Mitgliedern des Kabinetts und anderen hohen Amtsträgern das Misstrauen auszusprechen und somit deren Absetzung vorzuschlagen. Die Zusammensetzung des Kurultai erfolgt dabei nicht durch freie Wahlen, sondern durch Kurultais oder vergleichbare Versammlungen auf lokaler Ebene, die über die Entsendung eines Delegierten zum nationalen Kurultai entscheiden. Nach Angaben von Präsident Dschaparow sollen auf diese Weise circa 2000 Delegierte aus allen Landesteilen bestimmt werden, die jährlich zu einer großen Versammlung zusammenkommen.

## Kritik
Die Einführung des Kurultai zählte zu den kontroversesten Aspekten der neuen Verfassung Kirgisistans. In einem gemeinsamen Bericht zum Verfassungsentwurf warnten die Organisation für Sicherheit und Zusammenarbeit in Europa und die Venedig-Kommission vor einem Bedeutungsverlust des kirgisischen Parlaments und forderten eine präzisere Darstellung von Zusammensetzung und Funktion des Kurultais. Die Nichtregierungsorganisation Human Rights Watch äußerte vergleichbare Bedenken und forderte im Vorfeld des Verfassungsreferendums die Zurücknahme des zugrundeliegenden Verfassungsentwurfs. Auch in Kirgisistan stieß die Einführung des Kurultais teilweise auf Kritik, da insbesondere die Kompetenzen des Kurultais gegenüber dem Parlament nicht klar abgegrenzt sind und eine Schwächung des demokratisch gewählten Parlaments befürchtet wird. Unterstützer der neuen Verfassung erhoffen sich hingegen eine verbesserte Vertretung regionaler Interessen in der kirgisischen Politik und eine unabhängige Kontrolle der anderen staatlichen Institutionen durch den Kurultai.